# GoPro Karma

GoPro

GoPro Karma — квадрокоптер фірми GoPro, призначений для аматорської фото та відеозйомки. Має розкладну конструкцію.
Початок продаж у 2016 році.

## Історія

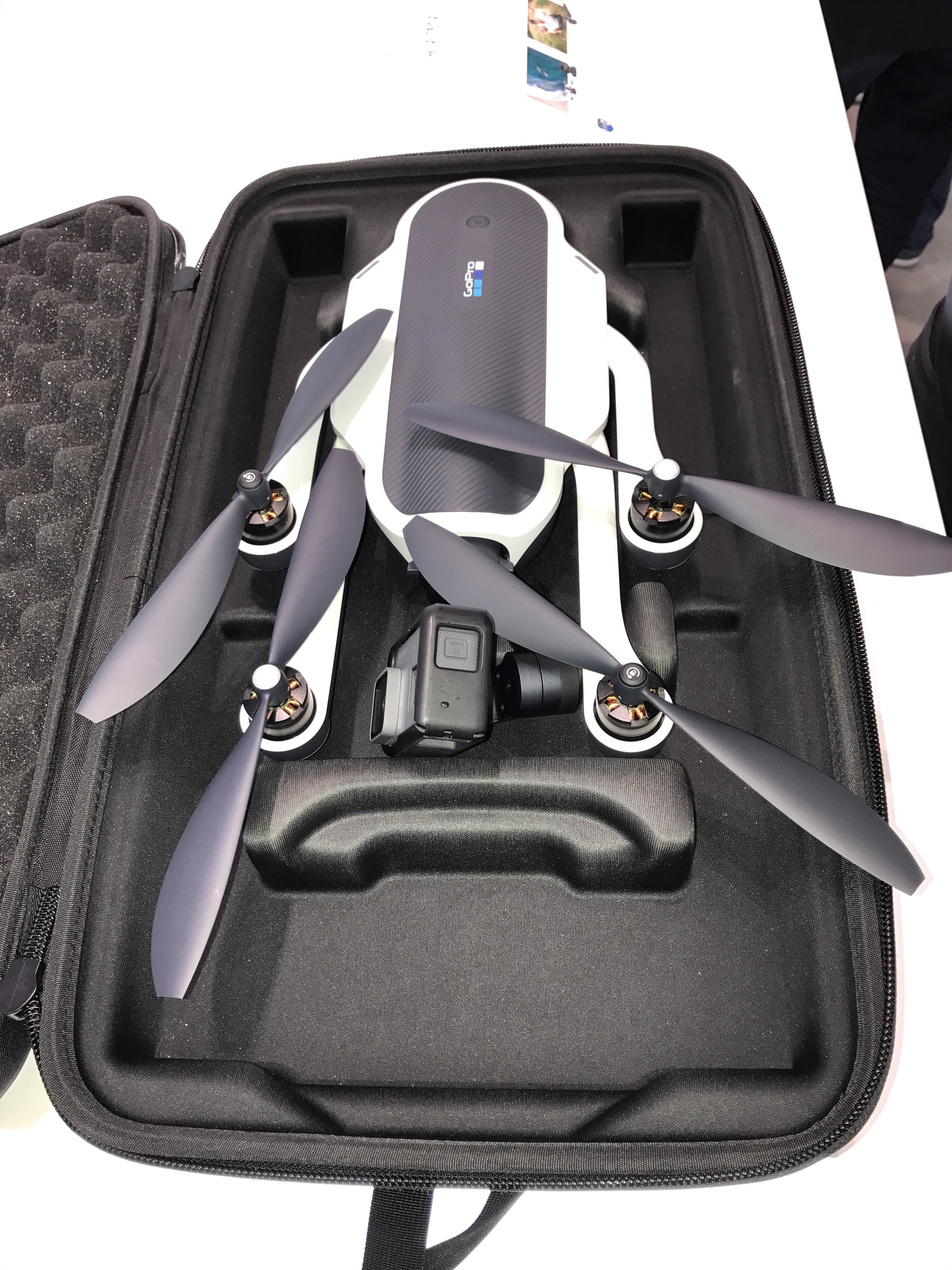
GoPro Karma в рюкзаку з комплекту поставки

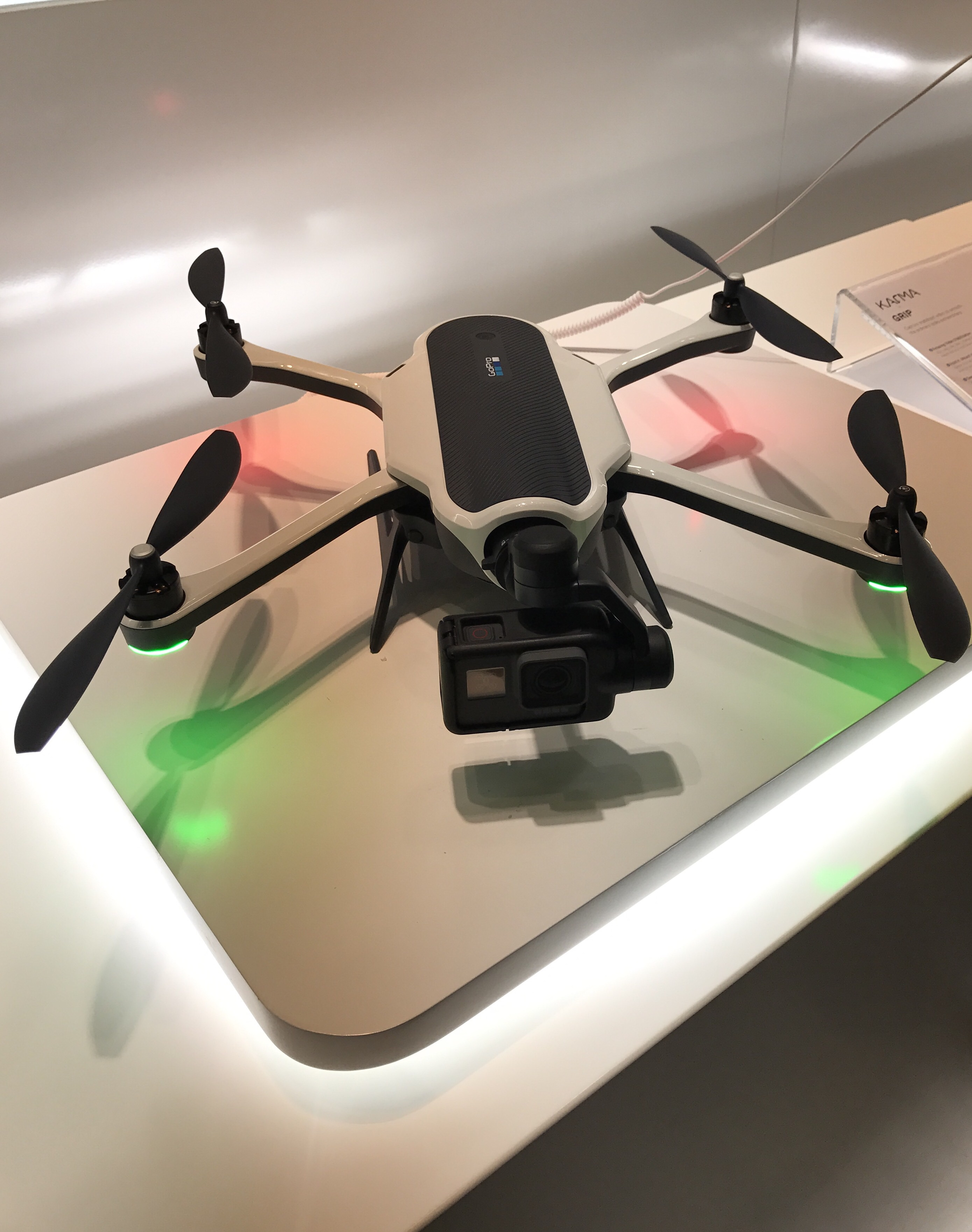
GoPro Karma разом з камерою Hero 5 black

Перші згадки у пресі про проект дрона від GoPro з'явилися навесні 2015 року. Однак ще в 2014 році компанія вела переговори з DJI, щоб та випускала власні квадрокоптери під маркою GoPro. Результатів не вдалося домогтися, тоді була зроблена спроба укласти аналогічний договір з 3D Robotics (3DR), при цьому планувалося використовувати контролери компанії 3DR. Після других невдалих переговорів у середині 2015 року GoPro вирішила взятися за повністю самостійну розробку.
Задовго до появи Karma у продажу, на офіційному сайті компанії з'явився тизер, знятий на проектований дрон. За заявами GoPro квадрокоптер повинен був бути анонсований на початку 2016 року, однак терміни прем'єри кілька разів переносили. Презентація продукту відбулась 23 жовтня 2016 року.

## Особливості
GoPro Karma розвиває швидкість польоту до 54 км/год, максимальна висота польоту складає 3,2 км. При цьому тривалість польоту не перевищує 20 хвилин. А дальність польоту від точки зльоту обмежена 3 км.
Змінний акумулятор має ємність 5100 мА/год.
На пульті управління, який працює до 4 годин, є вбудований сенсорний HD-дисплей з діагоналлю 5 дюймів.

## Grip
Можна зняти підвіс з квадрокоптера і закріпити на палиці GoPro Karma Grip. І використовувати цю систему як електронний стедікам, роботи якої від одного акумулятора вистачає на 1 годину. Окремо від комплекту така система стабілізації в США коштує 300 доларів.

## Сумісність
GoPro Karma підтримує роботу з камерами GoPro 5 Black, GoPro 5 Session, GoPro 4 black і silver.

## Події
В кінці жовтня 2016 року, через кілька днів після старту продажів, з'явилося кілька повідомлень про порушення роботи системи електроживлення дрона під час польоту, через що кілька квадрокоптерів розбилися об землю. На щастя, люди не постраждали. 8 листопада 2016 року GoPro вирішила зупинити продажі Karma. Всі реалізовані дрони в кількості близько 2500 штук були відкликані з поверненням грошей власникам і компенсацією у вигляді безкоштовної камери GoPro 5 Black Edition.
Після ряду таких інцидентів Уряд США і країн Євросоюзу ввела заборону на польоти дронів в деяких зонах, таких як аеропорти.

## Ціна
Вартість GoPro Karma в США на 23 жовтня 2016 року в мінімальній комплектації склала 799 доларів. У даний набір камера не входить.
Комплект GoPro Karma та Hero 5 Session коштує 999 доларів.
Комплект GoPro Karma та Hero 5 Black Edition варто 1099 доларів.

## Комплект
- Квадрокоптер
- Пульт управління
- Підвіс з рамкою для закріплення і стабілізації камери на дрон
- Ручка Karma Grip, яку можна використовувати окремо від дрона як систему стабілізації
- Кільце-адаптер для кріплення Karma Grip до інших власникам
- 6 пропелерів
- Кейс для переноски
- Акумулятор
- Зарядний пристрій

## Конкуренти
- DJI Mavic — $999,00. Найкомпактніший квадрокоптер DJI
- DJI Phantom
- Xiaomi Mi Drone
- 3DR Solo
- Yuneec Typhoon H
- Autel X-Star Premium
- Parrot AR.Drone — квадрокоптер французької фірми Parrot